# Василисис-Софиас

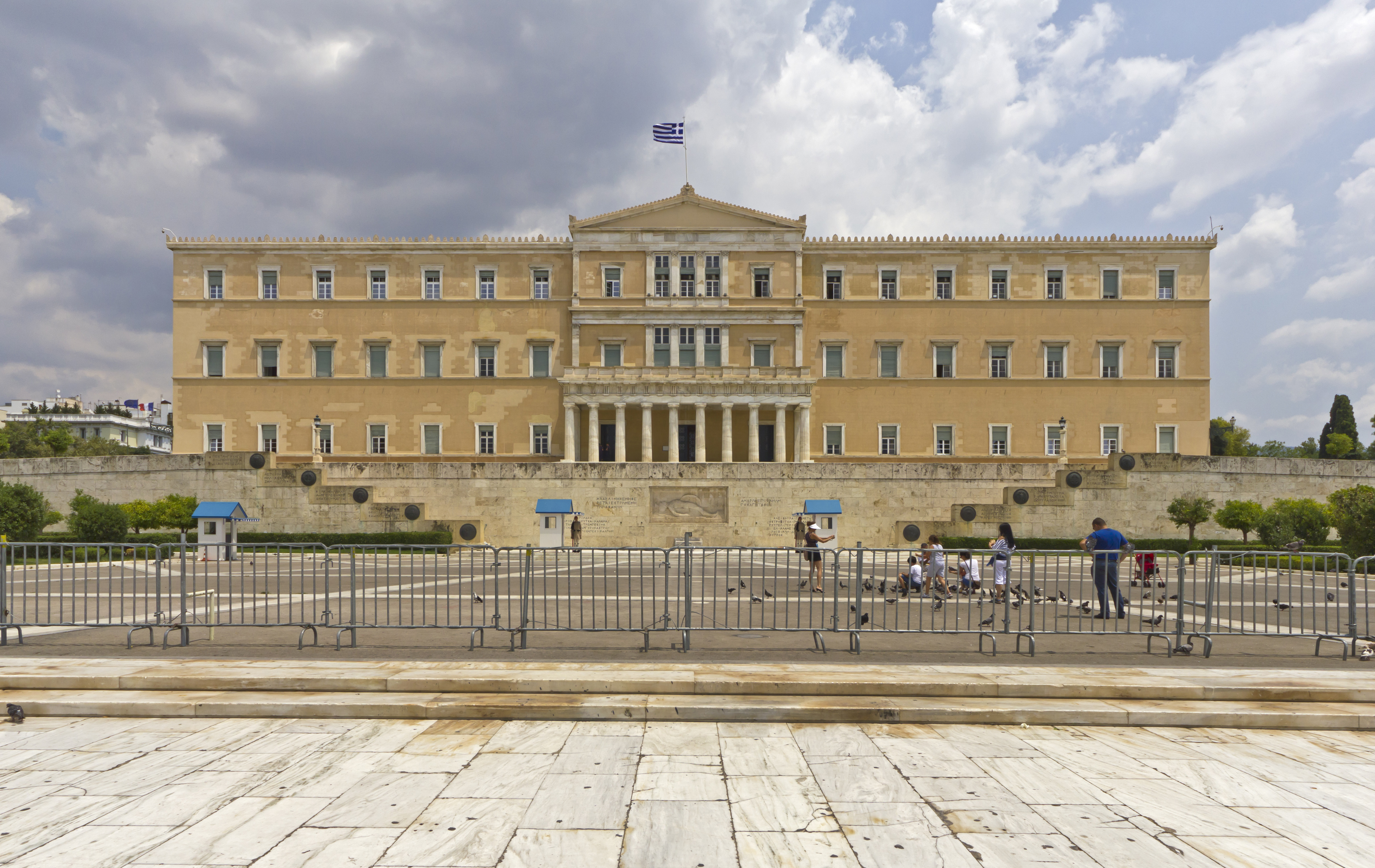
Королевский дворец, здание парламента Греции, проспект Василисис-Софиас, 2

Васили́сис-Софи́ас (греч. Λεωφόρος Βασιλίσσης Σοφίας) — центральный проспект Афин, расположенный в одном из самых дорогих районов города, граничит с историческим районом Колонаки и Кунтуриотикой. Общая длина проспекта составляет 3 км.

## Название
В переводе на русский буквально Василисис-Софиас означает проспект королевы Софии в честь греческой королевы Софии Прусской, жены греческого короля Константина І.
В 2006 году выдвигалось предложение переименовать проспект и назвать его в честь греческого политика Андреаса Папандреу. Параллельно муниципальные власти вносили на рассмотрение переименование проспекта Василиас-Констандину (короля Константина) в проспект Константиноса Караманлиса.

## Перекресток
Проспект Василисис-Софиас начинается на пересечении проспекта Васили́сис-Амали́ас (Λεωφόρος Βασιλίσσης Αμαλίας) и улицы Панепистимиу, а заканчивается при пересечении с проспектом Алекса́ндрас, Кифисьяс, проспектом Месойон и улицей Фидиппид. Части проспекта — секция старой национальной дороги ΕΟ1 (ныне автострада 1) и ΕΟ54.

## Основные здания
На проспекте Василисис-Софиас расположены Королевский дворец (здание парламента Греции), Национальный сад, Военный музей, Музей Бенаки, Византийский музей, Национальная художественная галерея (пересечение с проспектом Василеос-Александру), Дворец Сароглио, Афинский концерт-холл «Мегарон», отель Hilton, посольства Египта, Аргентины, Австрии, Дании, США, Литвы, Мальты, Норвегии, Португалии и Чили.

## Станции метрополитена
Вблизи проспекта Василиса-Софии действуют 3 станции синей линии афинского метрополитена: «Синтагма», «Эвангелизмос», «Мегаро-Мусикис».